# Draconarius falcatus
Draconarius falcatus là một loài nhện trong họ Amaurobiidae.
Loài này thuộc chi Draconarius. Draconarius falcatus được Yajun Xu & S. Q. Li miêu tả năm 2006.